# 第49步兵師 (德國國防軍)
第49步兵師（德語：49. Infanterie-Division）是納粹德國國防軍陸軍的一個步兵師。該師於1944年2月在不伦瑞克組建。
該師由第191後備師改編。該師改編不久派往滨海布洛涅，此後一直在西線作戰。
該師在亞琛戰役後解散。1945年2月，該師重建，此後事跡不詳。

## 註腳
1. ↑  Mitcham（2007年）